# Karabulak
Huyện Karabulak (tiếng Nga: ? райо́н) là một huyện hành chính tự quản (raion), của Ingushetia, Nga. Huyện có diện tích 4 kilômét vuông, dân số thời điểm ngày 1 tháng 1 năm 2000 là 29000 người. Trung tâm của huyện đóng ở Karabulak.